# Tripyla asiatica
Tripyla asiatica is een rondwormensoort uit de familie van de Tripylidae. De wetenschappelijke naam van de soort is voor het eerst geldig gepubliceerd in 1938 door Rahm.